# Philaccolus
Philaccolus là một chi bọ cánh cứng trong họ Dytiscidae.
Chi này được Guignot miêu tả khoa học năm 1937.

## Các loài
Các loài trong chi này gồm:
- Philaccolus elongatus (Régimbart, 1903)
- Philaccolus lepidus Guignot, 1949
- Philaccolus lineatoguttatus (Régimbart, 1894)
- Philaccolus ondoi Bilardo & Rocchi, 1990
- Philaccolus orthogrammus (Régimbart, 1895)